# Symphonic metal
Il metal sinfonico, o symphonic metal, è un sottogenere musicale dell'heavy metal caratterizzato dalla commistione fra sonorità metal ed elementi orchestrali mutuati dalla musica sinfonica e, meno spesso, cameristica. Inoltre spesso, ma non sempre, sono presenti influenze riconducibili all'opera lirica, quali voci liriche soliste e/o corali: in tal caso, il genere è talvolta soprannominato operatic metal o opera metal.
Fra i maggiori esponenti e ispiratori del symphonic metal vengono spesso citati gli svedesi Therion, i finlandesi Nightwish, gli olandesi Epica e Within Temptation e gli italiani Rhapsody of Fire per le correnti melodiche, i norvegesi Dimmu Borgir, gli inglesi Cradle of Filth, i greci Septicflesh e gli italiani Fleshgod Apocalypse per quelle estreme. Nonostante ciò, il symphonic metal viene particolarmente apprezzato, pur rimanendo di nicchia, anche in America Latina.  

## Caratteristiche musicali
Il symphonic metal si sostanzia in una generica etichetta volta ad identificare i gruppi metal di varia estrazione caratterizzati dall'utilizzo di strumenti tipici delle orchestre sinfoniche. La natura di questa strumentazione spesso dipende dal budget: molte band tendono a usare soprattutto orchestre virtuali tramite plugin, ma le più famose tendono a registrare, per i propri album, intere orchestre sinfoniche reali che però nei concerti di rado vengono riproposte dal vivo, preferendo spesso utilizzare le tracce pre-registrate. Tutto ciò permette di enfatizzare molto le melodie e le atmosfere generate, che possono essere di vario tipo.
Parlando della componente vocale, nelle correnti melodiche del symphonic metal si è diffusa la tendenza a utilizzare voci soliste femminili, spesso di natura operistica e talvolta alternate con una voce maschile che utilizza tecniche di canto estremo, prendendo quindi a modello lo stilema "La Bella e la Bestia" già collaudato nel gothic metal; nondimeno ci sono vari casi di utilizzo di voci femminili dallo stile pop-rock e, soprattutto nel symphonic power, di voci maschili. Nelle correnti più estreme del symphonic metal, invece, è nettamente prevalente l'uso della voce gutturale tipica di sottogeneri come il death e il black. In aggiunta a tutto ciò, varie band utilizzano cori lirici più o meno grandi. Fra le voci più rappresentative e influenti del genere vi sono quelle femminili di Tarja Turunen, Simone Simons, Floor Jansen, Sharon den Adel, Marcela Bovio, Dianne van Giersbergen, Anette Olzon, Charlotte Wessels, Lori Lewis, Clementine Delauney, Adrienne Cowan e Veronica Bordacchini, e quelle maschili di Fabio Lione, Roy Khan, Tommy Karevik, Giacomo Voli, Dani Filth e Shagrath.

Per quanto riguarda la componente strumentale tipica del metal, e quindi i riff di chitarra elettrica, gli eventuali assoli e la sezione ritmica, questa può fare teoricamente riferimento a qualsiasi sottogenere del metal stesso e quindi non è possibile indicare delle caratteristiche generali, a maggior ragione considerando che nel tempo sono sorte nuove commistioni. La stessa varietà si osserva nelle tematiche trattate dai testi.  

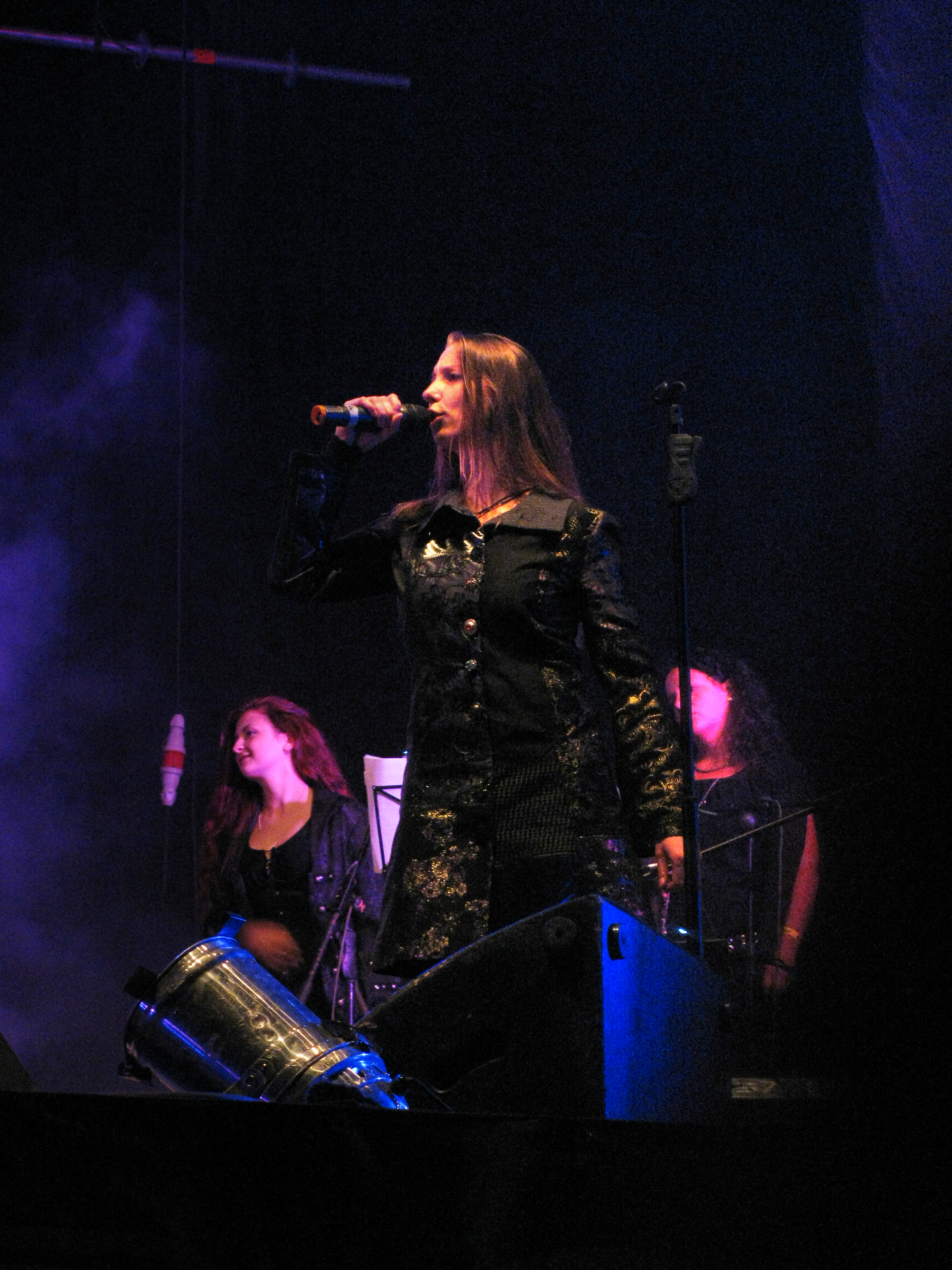
Gli Haggard al Global East Rock Festival 2010

## Origine ed evoluzione
Le radici del symphonic metal si trovano in alcuni dei primi gruppi death e gothic metal che utilizzarono alcuni strumenti orchestrali nella propria musica, specialmente i pionieri svizzeri del metal estremo Celtic Frost nel loro album del 1987 Into the Pandemonium e che nel 1985 diedero titolo al loro secondo album To Mega Therion, che più tardi ispirò il nome della gruppo svedese Therion. Tuttavia Bakr, giornalista per Rock Era Magazine, identifica nella band italiana Dunwich, il cui primo album è stato pubblicato nel 1994, l'origine del genere.
Le prime tracce di symphonic metal vero e proprio si ritrovano con il gruppo statunitense thrash/progressive metal Believer, che nel pezzo Dies Irae del loro album del 1991 Sanity Obscure utilizzano degli archi e dei passaggi operistici, anticipando l'approccio che sarà poi dei Therion. 
Secondo l'autore Jeff Wagner, nel suo volume Mean Deviation, il brano Dies Irae dei Believer rappresentò uno spartiacque creativo e, fatta eccezione per i tedeschi Mekong Delta, nessun altro gruppo di metal estremo era riuscito a saldare senza discontinuità di sorta il genere con la musica colta.
Ad andare oltre le contaminazioni sporadiche sono stati però i Therion, spesso indicati dalla critica come i veri padri del symphonic metal. Essi erano inizialmente dediti a un death metal abbastanza melodico, ma, con gli album Theli (del 1996) e Vovin (del 1998) hanno introdotto una componente orchestrale significativa e che è ulteriormente aumentata nel tempo, come ascoltabile ad esempio in Gothic Kabbalah e Sitra Ahra. In seguito la band ha abbandonato il death in favore del symphonic metal, portando così alla nascita vera e propria di tale genere. In questo periodo si sviluppa anche il sound sinfonico degli italiani Rhapsody of Fire, orientati soprattutto a un power dai toni epici, come ascoltabile in album quali Symphony of Enchanted Lands e Triumph or Agony; loro contribuiranno a ispirare l'evoluzione futura di band di successo come gli statunitensi Kamelot, gruppo power metal con influenze progressive che nel corso della propria carriera ha iniziato a usare elementi sinfonici via via più evidenti, pur distinguendosi dai Rhapsody of Fire per l'utilizzo saltuario di atmosfere gothic ed elementi di musica elettronica e per testi molto meno legati all'immaginario fantasy. A breve distanza temporale, rispetto ai Rhapsody of Fire, si è sviluppato anche il sound symphonic degli olandesi After Forever, di derivazione gothic (ad esempio, in Decipher) e successivamente con influenze progressive e thrash (ad esempio, in After Forever) e da una cui costola nasceranno gli Epica, e quello dai rimandi medievali e rinascimentali dei tedeschi Haggard, lodati ad esempio per Eppur Si Muove e fra i pochissimi gruppi ad avere stabilmente in formazione vari musicisti orchestrali.
Tra la fine degli anni '90 e i primi anni 2000, tre band in particolare, tutte con voce principale femminile, hanno raggiunto la popolarità: i finlandesi Nightwish, gli olandesi Within Temptation e, successivamente, i connazionali Epica. Queste tre band hanno col tempo sviluppato cifre stilistiche diverse e ben distinguibili fra loro marcate da influenze e riferimenti diversificati, legati sia ad altri sottogeneri del metal sia ad altri stili di musica, che si sono evoluti nel corso delle loro carriere. I Nightwish, partendo da radici power e gothic mescolate a parti vocali operistiche da soprano e parti di pianoforte elaborate, come ascoltabile in Oceanborn e Wishmaster, a partire da Century Child e ancor di più con Once hanno esplorato un symphonic metal molto melodico e orecchiabile (soprattutto in Imaginaerum), con orchestre dai toni fiabeschi e che, in alcuni casi, utilizza anche riff di chitarra d'ispirazione heavy e thrash, strumenti folk celtici e, per lo più in Yesterwynde, anche alcuni riferimenti progressive rock. I Within Temptation, dopo aver abbandonato le radici puramente gothic doom di Enter, da Mother Earth in poi, abbracciare un symphonic metal che si è evoluto nel tempo grazie a influenze cangianti di album in album, toccando anche l'heavy metal classico, il power metal, il pop, il rock elettronico, il dance rock e il djent melodico; fra i loro album più apprezzati vi sono The Silent Force, The Heart of Everything e The Unforgiving. Gli Epica, in origine molto vicini al gothic (soprattutto in The Phantom Agony), affascinati dalla musica tradizionale mediorientale e con un comparto vocale basato sull'alternanza di voce femminile e voce growl/scream, da The Divine Conspiracy e soprattutto da Design Your Universe in poi hanno incluso nel proprio sound anche influenze, più o meno presenti in base al brano, derivate dal thrash, dal metal estremo (death e melodic black in particolare), dal progressive, dal power, dal pop e, di recente e di rado, dal djent melodico, mentre in generale la loro musica si è fatta col tempo più stratificata e sia massicciamente orchestrale e corale sia chitarristica; fra i loro album più apprezzati vi sono il già citato Design Your Universe, The Quantum Enigma e The Holographic Principle. Il successo di queste tre band fondamentali ha a sua volta avuto un impatto notevole sull'intero genere, influenzando fortemente gruppi con voce principale femminile come gli Xandria, i Delain, i Seven Spires, i Visions of Atlantis, i Diabulus in Musica, i Beyond the Black, gli Edenbridge, gli Ad Infinitum, i Temperance, gli Ignea, i Blackbriar, le Exit Eden e vari altri, che però sono rimasti di nicchia. Ad aver avuto un buon successo commerciale sono stati invece gli Apocalyptica con il loro metal, strumentale o cantato da ospiti, suonato con i violoncelli.
In una prospettiva più ampia, comunque, è l'intero symphonic metal che si espanso grazie a gruppi che hanno assorbito influenze variegate. A tal proposito, alcuni esempi di declinazioni peculiari del symphonic metal sono riscontrabili nel sound ricco di influenze eterogenee (fra cui swing e boogie-woogie) dei Diablo Swing Orchestra, in alcuni brani degli Stream of Passion che includono elementi di musica latina (tango, rumba, danzón), in alcuni dei già citati Delain in cui il symphonic metal si fonde ad elementi electropop o dance Anni '80, in quelli in cui gli Architecs uniscono il metalcore con rilevanti elementi orchestrali, in quelli deathcore in cui i Lorna Shore hanno usato anche l'orchestra e nella sinergica fusione di progressive metal classico e metal sinfonico e operistico degli Ex Libris in Ann. Inoltre alcuni brani degli Evanescence contenuti nell'album The Open Door sono stati etichettati dalla critica come symphonic metal.

## Sottogeneri e commistioni analoghe

### Symphonic black metal

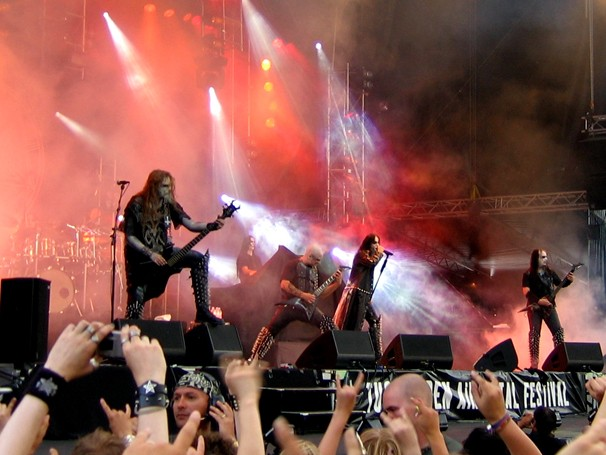
I Dimmu Borgir al Tuska Open Air Metal Festival nel 2005.

Nei primi anni '90 i norvegesi Emperor introdussero l'utilizzo delle tastiere nella musica black metal. Successivamente si registrò l'utilizzo e di vere e proprie orchestre da parte dei connazionali Dimmu Borgir, a partire dall'album Puritanical Euphoric Misanthropia (2001); negli album successivi la band ha continuato ad adoperare elementi orchestrali e corali, talvolta intensificandoli.
Nel 1996 gli inglesi Cradle of Filth si affermarono tra i maggiori esponenti del symphonic black metal con l'uscita dell'EP Vempire e soprattutto con quella del loro terzo album, Dusk... and Her Embrace, nel quale erano presenti, per la prima volta nel genere, anche cantati melodici eseguiti da voci femminili da soprano e forti influenze gothic metal, elementi che aprirono al gruppo la strada per il successo, poi consolidato con album come Damnation and a Day.
Questo concetto di musica sarà poi sviluppato ulteriormente da numerose band, soprattutto provenienti dalla Scandinavia come ad esempio i Carach Angren, e ha anche influenzato gli statunitensi Seven Spires.
In generale, l'utilizzo dalle tastiere o dell'orchestra amplifica l'atmosfera tenebrosa e sinistra del black metal, che grazie alla sua variante sinfonica ha aumentato la propria popolarità.

### Symphonic death metal
Altra combinazione tra generi è il symphonic death metal, commistione del symphonic metal e del death metal. Tra i gruppi di maggior successo del genere vi sono i greci Septicflesh, gli italiani Fleshgod Apocalypse, i finlandesi Wintersun e gli olandesi MaYaN, ciascuno dei quali declina il sottogenere in modo diverso. I Septicflesh usano elementi orchestrali massicci e spesso dissonanti per enfatizzare atmosfere disturbanti, inquietanti e cupe; come ascoltabile in album quali The Great Mass, Titan e Modern Primitive. I Fleshgod Apocalypse, con origini technical death, creano atmosfere barocche o apocalittiche, come ascoltabile in album quali King, Veleno e Opera. I Wintersun sono famosi per le loro atmosfere epiche e l'utilizzo di elementi folk di derivazione nordeuropea o sino-giapponese, come ascoltabile in album quali Time I e Time II. I MaYaN incorporano elementi progressive, melodic black e, anche attraverso l'uso di voci pulite, del tipico symphonic melodico, come ascoltabile in album quali Quarterpast e Dhyana. Esempi diversi di symphonic death metal si possono trovare nelle discografie di band come i Genus Ordinis Dei, i Dark Lunacy e gli Ex Deo. 
Invece gli Epica, che condividono con i MaYaN alcuni musicisti, pur proponendo un sound profondamente legato al symphonic metal melodico, in alcuni brani hanno inserito, tra le altre, importanti influenze death o melodic death,  successivamente riscontrabili su coordinate stilistiche simili anche nel sound di alcuni brani dei Diabulus In Musica e dei Seven Spires.  
Vi sono poi casi di band deathcore che hanno usato elementi orchestrali dandovi importanza, fra cui i Lorna Shore, i Winds of Plague e, nelle prime pubblicazioni, i Make Them Suffer.